# Battaglia di Big Bethel
La battaglia di Big Bethel (conosciuta anche come battaglia di Bethel Church o battaglia di Great Bethel) è stata una delle prime battaglie terrestri della guerra di secessione americana.

## Contesto
Il 15 aprile 1861, il giorno dopo la resa di Fort Sumter, il presidente Abraham Lincoln chiese allo Stato della Virginia truppe per sedare la ribellione dei sudisti. Il governo della Virginia rifiutò, e il 17 aprile a Richmond si tenne una convention dei principali leader dello Stato che decretò la secessione della Virginia dall'Unione.
Nel maggio 1861 il general maggiore Benjamin Butler, ex avvocato e politico del Massachusetts, venne inviato a Fort Monroe che, grazie alla sua posizione strategica, permetteva alle forze dell’Unione di controllare la parte sud della Virginia Peninsula e della baia di Chesapeake. Il forte poteva essere rifornito di uomini e armamenti via mare ed era raggiungibile via terra solo tramite un istmo di terra che rendeva molto difficile un attacco.
Il 21 maggio il comandante delle forze armate della Virginia, il generale Robert Edward Lee, decise di inviare il colonnello Magruder alla conquista del forte. Il 24 maggio Magruder si acquartierò nei pressi di Yorktown e fece costruire una linea fortificata lungo il fiume Warwick.
Il 6 giugno Magruder inviò un contingente a fortificare le proprie posizioni avanzate a circa 21 km da Yorktown, nei pressi di Big Bethel Church.
Butler, preoccupato per l'avanzata dell'esercito confederato, decise di attaccare a sorpresa questo avamposto per ricacciare indietro il nemico.

## La battaglia
Il 10 giugno, dopo aver marciato durante la notte, i nordisti giunsero nei pressi di Big Bethel Church. Ma i soldati ed i sottufficiali di Butler erano inesperti e, nel buio, un reggimento nordista scambiò un altro contingente nordista per dei confederati. Ne scaturì un conflitto a fuoco che, oltre a provocare numerosi morti e feriti, avvisò i sudisti della minaccia nemica.
Scoperto, il comandante della spedizione, il brigadier generale Ebenezer W. Peirce, decise di andare all'attacco ma, a causa delle difficoltà di coordinare le truppe contro le fortificazioni sudiste, ben presto dovette ritirarsi.